# Schizura salicis
Schizura salicis är en fjärilsart som beskrevs av Edwards 1876. Schizura salicis ingår i släktet Schizura och familjen tandspinnare. Inga underarter finns listade.